# Referentni sustav
Referentni sustav ili referentni okvir je dogovorno određen koordinatni sustav u kojem se određuju (definiraju) položaji fizikalnih tijela (objekata) te promatra i opisuje gibanje. Najčešće je referentni sustav inercijski, što znači da njegove koordinatne osi ne rotiraju i da se ishodište ne ubrzava (inercija). Referentni sustavi mogu se međusobno povezati Galileijevim ili Lorentzovim transformacijama.

## Inercijski sustav
Inercijski sustav je koordinatni sustav u kojem vrijedi zakon tromosti ili inercije. Svi inercijski sustavi su jednakovrijedni ili ekvivalentni, a to se odražava u zakonima sačuvanja impulsa, momenta impulsa, energije i stanja gibanja središta masa za izolirani fizički sustav. Ti zakoni sačuvanja upravo i jesu kriterij po kojem se za opisivanje nekoga konkretnoga gibanja odabire inercijski sustav. 
U fizici, tijelo se jednoliko giba ako se na njega ne primjenjuje nikakva vanjska sila (Prvi Newtonov zakon gibanja). Kada se takvo stanje gibanja tijelo ekstrapolira na neko područje prostora tako da to područje obuhvaća sve druge moguće objekte u istom stanju gibanja, što se koristi da bi se definirao zajednički koordinatni sustav, takav zajednički sistem nazivamo referentni okvir ili sustav. Otuda se koordinatni sustav definiran jednolikim gibanjem objekata u zajedničkom smjeru i istom brzinom naziva inercijski referentni okvir. Ili, drugim riječima, kad se dva referentna sustava gibaju jedan u odnosu na drugi konstantnom brzinom zovemo ih inercijskim referentnim sustavima.